# Adélaïde Perrin
Adélaïde Perrin (Louise-Adèle Perrin), 11 de abril de 1789 - 15 de marzo de 1838) fue la fundadora de un hospicio para jóvenes de la rue Saint-Georges en Lyon.

## Biografía
Su familia la conformaban su padre, un comerciante y sus  hermanos Théodore y Louis. Su sobrino Louis Sainte-Marie Perrin completó la construcción de la Basílica de Fourvière.
Adelaïde fue una joven católica que se ocupaba de los niños pobres y visitaba a los enfermos, tanto en casa como en hospitales. En 1819 le pidieron que se hiciera cargo de una joven, incurable, que acababa de ser sometida a un largo tratamiento en el Hôtel-Dieu y luego de otros pacientes jóvenes que se encontraban en la misma situación. Al  principio, Adelaide obtuvo el permiso de su madre para recibirlos en los grandes áticos de su casa en Place Saint-Jean. Posteriormente, instalada en la rue Saint-Georges, fue apoyada por las autoridades públicas. En 1832, el consejo municipal le concedió el reconocimiento de utilidad pública y le asignó un apoyo anual de mil francos.

## Fallecimiento
Cuando murió en 1838, a la edad de 48 años, 50 mujeres jóvenes se encontraban acogidas en el hospicio. El número de personas siguió aumentando : 100 en 1844. El 10 de marzo de 1852 el cardenal Bonald puso y bendijo la primera piedra del nuevo hospicio. El padre Vachet escribió, en 1902, "Hoy el Hospice des Jeunes Incurables, grande, aireado, limpio, casi alegre, dirigido por las Hermanas de San José, da asilo a casi doscientas jóvenes".

## Reconocimientos

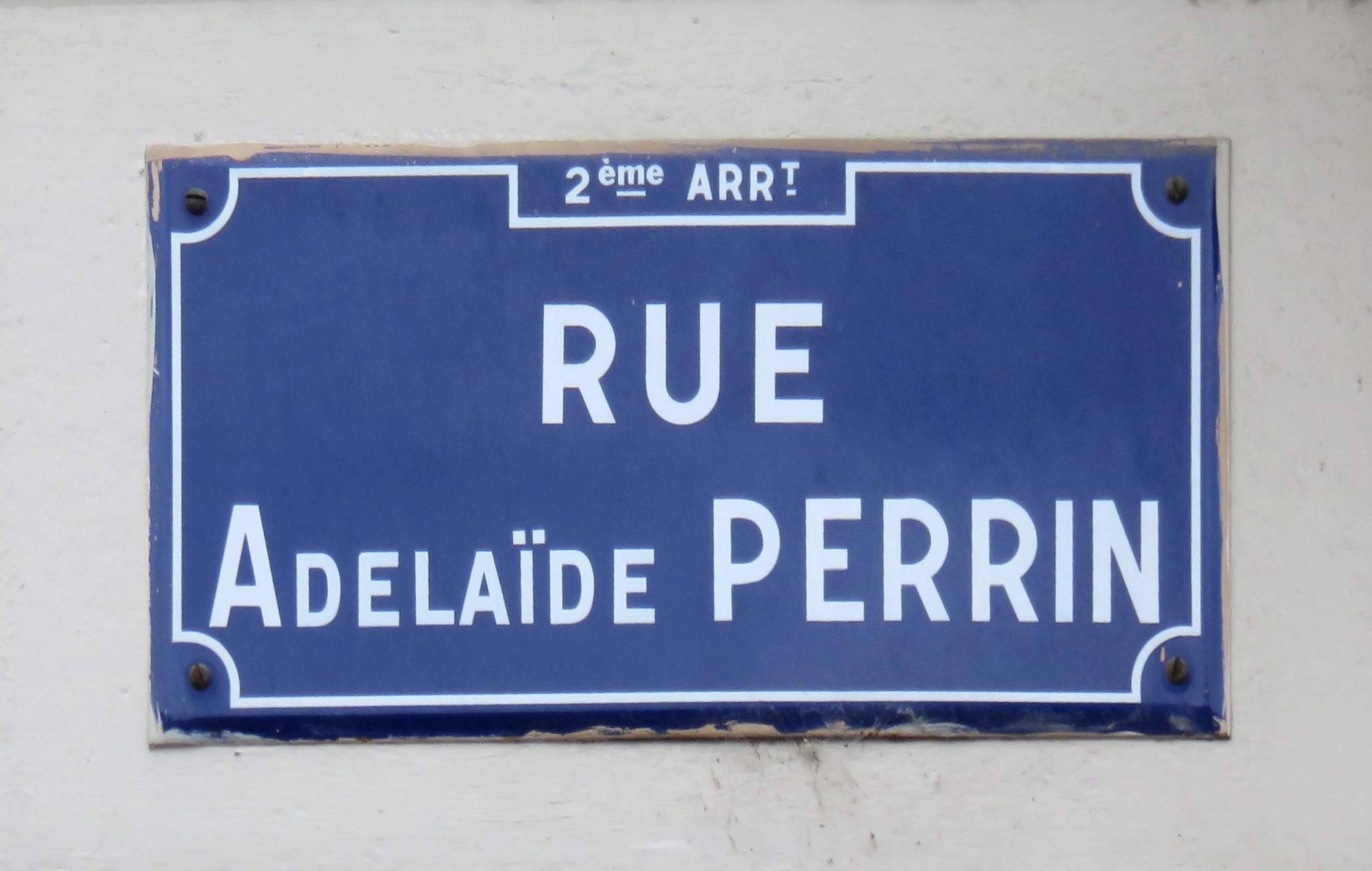
Cartel de la calle que lleva su nombre.

Una calle de Lyon, la rue Adélaïde-Perrin, lleva su nombre desde 1854. La misma inicia en la rue Jarente y termina en la rue Bourgelat. Al momento de celebrar su Bicentenario en octubre de 2019 la asociación Adélaïde Perrin empleaba a 130 personas y apoyaba a 200 personas con discapacidades mentales o psicológicas en tres sitios: Confluence, Vénissieux y Ainay.